# أبو معن (قرية)
قرية أبو معن، قرية سعودية تتبع صفوى بمحافظة القطيف في المنطقة الشرقية، وتقع بالقرب من مركز أم الساهك، يبلغ عدد سكانها أربعة آلاف نسمة حسب إحصاء 2004م.

## التاريخ
تعد بلدة أبو معن من أحياء المنازل القديمة التابعة لواحة العبا، في الجاهلية. وبعد الإسلام، أصبحت من محطات الحجاج القادمين من شمال شرق الجزيرة العربية.ويظن أنها المكان الذي كان به هزيمة الجيش العباسي على يد القرامطة. ويُرجَّح أنها كانت من المواقع المحصنة، حيث وجد في الشمال الغربي منها، العديد من كسر الفخار التي تعود إلى العهد القرمطي، كما وجد في إحدى المزارع بعض أساسات لجدران قديمة.
وقال حمد الجاسر: «معن بالإضافة إلى الاسم المعروف: من قرى القطيف تقع غرب بلدة صفوى» أما المؤرخ محمد سعيد المسلم، فقد قال: «[أبو معن] من قرى القطيف ليست بذات أهمية وتبعد عن القطيف في الشمال الغربي بحدود عشرين كيلومتراً، وتتميز بكثرة المياه.». كما تورد مصادر تاريخية أن أول من سكنها قبائل آل سنان وآل المرزوق وآل الناصر. وكلهم أبناء عم هاجروا من حمير اليمن منذ مئات السنين واستوطنوا قرية أبو معن المعروفة. هاجر هؤلاء القبائل إلى القطيف والاوجام وصفوى، والمعلوم أن آل هجلس في صفوى هم من آل سنان وكذلك آل الناصر.

## المياه الجوفية
تورد بعض المصادر أنها كانت غنيةً بالمياه حيث زادت عيونها على: 64 عيناً. لكن بعد زحف الرمال انطمرت غالبية هذه العيون.

## التسمية
يُرجَّح أن معنى «معن» هو مفعول من «عنت الماء إذا استنبطته» أي «استخرجته من باطن الأرض». وقيل هو الماء المتدفق من باطن الأرض بغزارة، و«ماء معين» أي: «وافر وغير منقطع». بينما يرى مؤرخون آخرون أنه مشتق من اسم رجل يكنى ب«معن» ولأنه كان يمعن في الكرم والعطايا نُسِبَت القرية باسمه.

## الموقع
تبعد عن مركز مدينة القطيف نحو 8 كيلومتراً باتجاه الغرب.

## التعليم
- مدرسة أبو معن الابتدائية (بنين): تحتوي على 6 فصول و74 طالباً.[1]
- مدرسة أبو معن الابتدائية (بنات).
- مدرسة أبو معن المتوسطة (بنات).
- مدرسة أبو معن لتعليم الكبيرات.

## الصحة
- مركز الرعاية الصحية الأولية بأبو معن.[1]